# Hybrid Universe
Albums de Nana Mizuki
Alive & Kicking
(2004) Great Activity
(2007)
Compilations par Nana Mizuki
The Museum
(2007)
Singles
Hybrid Universe est le 5e album studio de la chanteuse et seiyū japonaise Nana Mizuki sorti le 3 mai 2006 sous le label King Records. Il arrive 3e à l'Oricon et reste classé 8 semaines pour un total de 51 430 exemplaires vendus.

## Liste des titres
| 1.  | Zankou no Gaia (残光のガイア)                              | HIBIKI            | Hitoshi Fujima (Elements Garden) | 4:05 |
| 2.  | Faith                                                      | Akiko Watanabe    | Kôji Gotô                        | 4:20 |
| 3.  | Wild Eyes (WILD EYES)                                      | Nana Mizuki       | Takahiro Iida                    | 4:11 |
| 4.  | You have a dream                                           | Hiroko Koma       | Yuuki Tsuruta/Junpei Fujita      | 4:16 |
| 5.  | Brave Phoenix (BRAVE PHOENIX)                              | Noriyasu Agematsu | Noriyasu Agematsu                | 5:24 |
| 6.  | Hoshizora to tsuki to hanabi no shita (星空と月と花火の下) | Bee               | Noriyasu Agematsu                | 5:10 |
| 7.  | Super Generation (SUPER GENERATION)                        | Nana Mizuki       | Nana Mizuki/Junpei Fujita        | 4:56 |
| 8.  | Naked Feels                                                | Hayato Tanaka     | Hayato Tanaka                    | 5:00 |
| 9.  | Love Trippin'                                              | Nana Mizuki       | Junpei Fujita                    | 3:59 |
| 10. | Late Summer Tale                                           | Ryoji Sonoda      | Wataru Masachi                   | 4:13 |
| 11. | Violetta                                                   | Nana Mizuki       | Nana Mizuki/Hitoshi Fujima       | 4:29 |
| 12. | Primal Affection                                           | Toshiro Yabuki    | Toshiro Yabuki                   | 5:13 |
| 13. | Hitotsu dake chikaeru nara (ひとつだけ誓えるなら)          | Bee               | Noriyasu Agematsu                | 6:17 |
| 14. | Eternal Blaze (ETERNAL BLAZE)                              | Nana Mizuki       | Noriyasu Agematsu                | 5:07 |

| 1. | Super Generation (PV) (SUPER GENERATION)                      |  |
| 2. | Hybrid Universe (Making Movie) (HYBRID UNIVERSE MAKING MOVIE) |  |